# Consumentenbond
Der  Consumentenbond  (CB) ist die größte niederländische Verbraucherorganisation mit Sitz in Den Haag, die Waren und Dienstleistungen verschiedener Anbieter untersucht und vergleicht.
Die Nichtregierungsorganisation hat die Aufgabe, Verbraucher bei ihren Kaufentscheidungen zu informieren und unabhängig zu beraten sowie über Verbraucherrechte aufzuklären.
Die Finanzierung geschieht vornehmlich durch die Beiträge der knapp eine halbe Million Abonnenten des Verbrauchermagazins Consumentengids und weiterer Veröffentlichungen, in welchen es keine kommerzielle Werbung gibt.
Die Organisation war Gründungsmitglied vom Europäischen Verbraucherverband (BEUC), ist Mitglied bei Consumers International, beteiligt sich im Rahmen der Dachorganisation International Consumer Research & Testing (ICRT) bei internationalen vergleichenden Warentests und kooperiert hierbei auch mit der deutschen Stiftung Warentest.